# ムーラン2
『ムーラン2』（原題: Mulan II）は、2005年2月1日にアメリカ合衆国のディズニーより発売された長篇アニメーション映画（オリジナルビデオ）。中国を舞台とした劇場用長編アニメ『ムーラン』の続編である。
日本では劇場未公開。2004年12月17日にブエナ・ビスタ・ホーム・エンターテイメントよりDVD（VWDS-4966）が先行発売されている。未公開シーン、ゲームや製作の舞台裏など映像特典を収録されている。
中国でのタイトルは『花木蘭貳』。

## ストーリー
ムーランが中国の英雄となって1ヶ月後。ムーランは前作で隊長であったリー・シャン将軍からプロポーズを受け、それを喜んで受け入れる。そんな2人を見ていたムーランの守護龍ムーシューだったが、家の娘が結婚すると夫の守護龍がその座を継ぐと知り、ムーランとシャンの仲を引き裂こうと画策する。それを止めようとする幸運のコオロギである親友クリキーとは仲違いしてしまう。そんな中、皇帝からムーランとシャンに政略結婚をする予定の3人の皇女を護衛し、同盟国に連れて行く命令が下り、結婚活動をしていたヤオ、リン、チェン・ポーを護衛に招集する。
護衛中に護衛達と皇女達は互いを一目見合う。ムーシューはシャンに色々な悪戯を仕掛け、ムーランの恋心を冷めさせようとするがことごとく失敗。その事をクリキーに馬鹿にされ、ムーシューは誤って皇女の馬車を坂から落としてしまう。全員は崖から落ちてしまい、さらにその後ムーシューの罠にかかったシャンはムーランと大喧嘩をして仲違いしてしまった。そんな時、ヤオたちは皇女を連れて近くの村で一夜を過ごし、それぞれ互いに恋心を抱いてしまう。それを見たムーランは喜んだがシャンは激怒し、余計に2人の溝が深くなるきっかけとなってしまう。ムーランの落ち込みようを見たムーシューは黙っておけず半泣き状態で全て自分の策略だったことを告白する。ムーランは自分たちは太陽と雨のようには違わないことに気づきシャンに謝ろうとするが、山賊に出くわしてしまう。なんとか撃退するも、山賊に切られた吊り橋からムーランが足を滑らせてしまう。彼女を助け、今までのことを謝るシャンは、谷底へと落ちてしまった。助かったムーランは吊り橋の前で泣き明かし、ムーシューはそんな彼女を見て余計に後悔してしまう。皇女と護衛の仲を壊さずに同盟国との約束を果たすため、ムーランは皇女たちの代わりに自分が同盟国の王子と結婚しようとする。国の民の前で王子と結婚する直前、死んだと思われていたシャンが現れ、ムーランと再び愛を確かめ合うが、同盟国の王に止められてしまう。ムーシューは二人のために、クリキーが見つけた縁結びの金龍の像の中に入り王を言いくるめ、ムーランとシャン、皇女たちを結ばせ、自身もクリキーと仲直りして故郷に戻る。ムーシューが荷物をまとめて台座から降りようとした時、結婚式を終えたシャンが、ムーランの家の先祖のところに自分の家の先祖を祀った。そのためムーシューは守護龍の座を失わずに済み、ムーランとシャン、ムーシューは幸せな生活を送ることができた。

## 声の出演
| 役名         | 英語版声優                                      | 日本語吹き替え                  |
| ------------ | ----------------------------------------------- | ------------------------------- |
| ムーラン     | 台詞：ミン・ナ 歌：レア・サロンガ               | 台詞：すずきまゆみ 歌：伊東恵里 |
| シャン将軍   | 台詞：B・D・ウォン 歌：ダニー・オズモンド       | 園岡新太郎                      |
| ムーシュー   | マーク・モーズリー                              | 山寺宏一                        |
| メイ         | 台詞：ルーシー・リュー 歌：ジュディ・クーン     | 台詞：阿部桐子 歌：平澤由美     |
| ヤオ         | ハーヴェイ・ファイアスタイン                    | 小田豊                          |
| ティンティン | 台詞：サンドラ・オー 歌：ベス・ブランケンシップ | 台詞：八十川真由野 歌：前田弘美 |
| リン         | ゲディ・ワタナベ                                | 中尾隆聖                        |
| スー         | 台詞：ローレン・トム 歌：マンディ・ゴンザレス   | 台詞：山田里奈 歌：西山琴恵     |
| チェン・ポー | ジェリー・トンド                                | 塩屋浩三                        |
| 皇帝         | パット・モリタ                                  | 小林修                          |
| ファ家の先祖 | ジョージ・タケイ                                | 大平透                          |
| ファ家の祖母 | ジューン・フォーレイ                            | 京田尚子                        |
| ファ・リー   | フレダ・フォー・シェン                          | 一城みゆ希                      |
| ファ・ズー   | スーン＝テック・オー                            | 大塚周夫                        |
| 仲人さん     | エイプリル・ウィンチェル                        | 片岡富枝                        |
| シャ・ロン   | ジリアン・ヘンリー                              | 黒葛原未有                      |
| チン国王     | キーオン・ヤング                                | 北川勝博                        |
| ジーキー王子 | ロブ・ポールセン                                | 小形満                          |
| クリキー     | フランク・ウェルカー                            | 原語版流用                      |
| カーン       | フランク・ウェルカー                            | 原語版流用                      |
| チビちゃん   | フランク・ウェルカー                            | 原語版流用                      |

- その他：竹口安芸子／定岡小百合／中博史／長島雄一／大友龍三郎／小山武宏／藤井ゆりあ／倖月美和／椿理沙／多緒都／竹村叔子／本美奈子

## 挿入歌
1. 『それが大事』（歌：伊東恵里、MCキッズ）
2. 『愛しい女(ひと)よ(改訂)』（歌：中尾隆聖、小田豊、塩屋浩三）
3. 『普通の子になりたい』（歌：前田弘美、平澤由美、西山琴恵）

## 日本語版制作スタッフ
- 演出：向山宏志
- 翻訳・訳詞：いずみつかさ
- 音楽演出：深澤茂行
- 録音・調整：上村利秋
- 録音制作：スタジオ・エコー
- 制作監修：津司大三
- 日本語版制作：DISNEY CHARACTER VOICES INTERNATIONAL, INC.